# Blepharosis illecebrosa
Blepharosis illecebrosa är en fjärilsart som beskrevs av Rudolf Püngeler 1906. Blepharosis illecebrosa ingår i släktet Blepharosis och familjen nattflyn. Inga underarter finns listade i Catalogue of Life.